# فرودگاه سونتار
فرودگاه سونتار (به روسی: Аэропо́рт Сунтар) فرودگاهی نظامی واقع در سونتار در کشور روسیه است که توسط نیروی هوایی روسیه اداره می‌شود.

## شرکت‌های هواپیمایی و مقصدهای پروازی
| شرکت‌های هواپیمایی | مقصدهای پروازی |
| ----------------- | -------------- |
| Polar Airlines    | یاکوتسک        |